# Снука, Джимми
Джеймс Рэйхер Снука (англ. James Reiher Snuka, при рождении Джеймс Уили Смит англ. James Wiley Smith; 18 мая 1943, Сува — 15 января 2017[…], Помпано-Бич, Флорида) — американский рестлер и актёр, более известный под псевдонимом Джимми «Суперфлай» Снука (англ. Jimmy "Superfly" Snuka).
Снука выступал во множестве промоушнов с 1970-х до 2010-х годов. Наиболее известен выступлениями в World Wrestling Federation (WWF, ныне WWE) в 1980-х. В 1996 году был включён в Зал славы WWE. Снука был первым чемпионом ECW в тяжёлом весе в Eastern Championship Wrestling (позже Extreme Championship Wrestling). Его дети, Джимми Рэйхер-младший и Тамина Снука также рестлеры.
Интересно, что Снука практически никогда не покидал ринг, не сделав жеста «I love you» своим поклонникам. А в его интервью одним из самых любимых слов было — «brudda».

## Личная жизнь
Снука был женат трижды. Его вторая жена — Шерон — член известной рестлинг-династии Аноа’й. Имеет 4 детей от брака с Шерон: Сарону, Джеймса-младшего (известен выступлениями в WWE под псевдонимами Дьюс (англ. Deuce) и Сим Снука (англ. Sim Snuka)), Лиану и Ату.

### Обвинение в убийстве
Снука был арестован в сентябре 2015 года по обвинению в убийстве третьей степени и непреднамеренном убийстве, связанным с смертью его подруги Нэнси Архентино в мае 1983 года, которая умерла от травм, которые следователь назвал связанными с домашним насилием. В течение десятилетий данное дело было нераскрытым преступлением, в котором Снука был единственным подозреваемым. Снука не признал себя виновным, но был в конечном счёте признан неспособным предстать перед судом в июне 2016 года из-за того, что ему поставили диагноз деменция. Его здоровье и далее ухудшалось, и в декабре 2016 года его законный представитель объявил, что ему осталось шесть месяцев жизни из-за смертельной болезни. Обвинения были отозваны 3 января 2017 года, когда Снука был признан неспособным предстать перед судом. Он умер двенадцать дней спустя.

## Смерть
В августе 2015 года жена Снуки, Кэрол, объявила, что ему поставлен диагноз рак желудка. В результате он перенёс операцию по удалению лимфатических узлов, части желудка и всех видимых опухолей. 2 декабря 2016 года было объявлено, что Снука находится в хосписе и ему осталось шесть месяцев жизни из-за терминальной стадии болезни. Он умер 15 января 2017 года в возрасте 73 лет в Помпано-Бич, Флорида.

## Титулы и достижения
- All Japan Pro Wrestling
  - World’s Strongest Tag Team League (1981) — с Брюзером Броуди
- Cauliflower Alley Club
  - Other honoree (1996)
- Continental Wrestling Association
  - CWA International Tag Team Championship (1 раз) — с Джей Ти Сауферном
- Eastern Championship Wrestling
  - NWA ECW Heavyweight Championship (2 раза)
  - NWA ECW Television Championship (1 раз)
- Georgia Championship Wrestling
  - NWA National Tag Team Championship (1 раз) — с Терри Гордоном
- International Wrestling Superstars
  - IWS United States Championship (1 раз)
- Mid-Atlantic Championship Wrestling
  - NWA United States Heavyweight Championship (Среднеатлантическая версия) (1 раз)
  - NWA World Tag Team Championship (Среднеатлантическая версия) (2 раза) — с Полом Орндорфом (1) и Рэнди Стивенсом (1)
  - NWA All-Star Wrestling
  - NWA Canadian Tag Team Championship (Ванкуверская версия) (1 раз) — с Доном Лео Джонатаном
  - NWA Big Time Wrestling
  - NWA Texas Heavyweight Championship (1 раз)
  - NWA Texas Tag Team Championship (1 раз) — с Джино Эрнандесом
- NWL WRESTLING
  - NWL Heavyweight Championship (1 раз)
- Pacific Northwest Wrestling
  - NWA Pacific Northwest Heavyweight Championship (5 раз)
  - NWA Pacific Northwest Tag Team Championship (6 раз) — с Датчем Сэведжем
- Pro Wrestling Illustrated
  - Матч года (1982) против Боба Бэклунда (поединок в клетке 28 июня)
  - Самый популярный рестлер года (1983)
  - Команда года (1980) с Рэем Стивнсом
  - PWI ставит его под № 29 в списке 500 лучших рестлеров 2003 года
- World Wide Wrestling Alliance
  - WWWA Heavyweight Championship (1 раз)
- World Wrestling Federation
  - Зал славы WWE (1996)
- Wrestling Observer Newsletter
  - Команда года (1981) с Терри Горди
  - Best Flying Wrestler (1981)
  - Best Wrestling Maneuver (1981, 1983) Superfly Splash
- Другие титулы
  - Tri-State Heavyweight Championship (1 раз)
  - USA New York Championship (1 раз)
  - USA Pro Heavyweight Championship (1 раз)
  - SXA United States of America Championship (1 раз)